# Johannes Neumann (Politiker, 1867)
Johannes Friedrich Ludwig Neumann (* 22. August 1867 in Weitin (heute Ortsteil von Neubrandenburg); † 14. Dezember 1936 in Schönberg (Mecklenburg)) war ein deutscher Lehrer, Schulrat und Politiker.

## Leben
Johannes Neumann wurde im damals noch selbständigen Dorf Weitin in Südostmecklenburg als Sohn des Schulmeisters Ludwig Neumann und dessen Frau Johanne, geb. Boldt geboren. Der Vater war erst kurz zuvor aus Qualzow zugewandert, die Mutter war Tochter eines Mühlenbesitzers aus Dabelow. Getauft wurde er in Woggersin, wohin Weitin damals eingepfarrt gewesen ist.
Neumann war seit 1893 Lehrer an der Bürger-Knaben- und Mädchenschule in Schönberg und seit 1919 auch deren Rektor. Im gleichen Jahr wurde er auch zum (Kreis-)Schulrat ernannt. Neumann gehörte als Abgeordneter der DDP der Verfassunggebenden Versammlung für Mecklenburg-Strelitz an, ebenso war er Mitglied des ersten ordentlichen Landtags. Er war zugleich Kantor an beiden Pfarren in Schönberg.